# Святой Георгий, убивающий дракона
«Святой Георгий, убивающий дракона», также известная как «Святой Георгий и дракон» — картина испанского художника Берната Мартореля, написанная темперой на дереве приблизительно в 1434—1435 годах. На ней изображена известная легенда о святом Георгии и драконе, согласно которой христианский воин святой Георгий спасает царевну от дракона.

## История
Картина, вероятно, была написана по заказу каталонских властей для алтаря часовни Святого Георгия в дворце Женералитета Каталонии в Барселоне. Четыре боковые панели, которые, вероятно, также крепились к алтарю, изображают мученичество святого Георгия и в настоящее время выставлены в Лувре, в Париже. «Святой Георгий, убивающий дракона», скорее всего, был написан приблизительно в период между 1434 и 1435 годами.
Начиная с 1867 года картина много раз меняла владельцев, пока в 1917 году не была продана Чарльзу Дирингу. В 1921 году он передал её в аренду Чикагскому институту искусств. Затем в 1924 году картина перешла в собственность его дочерям — Марион Диринг-Маккормик и Барбаре Диринг-Дэниелсон, которые в 1933 году подарили её Чикагскому институту искусств.

## Описание
На картине, написанной в стиле интернациональной готики, изображена легенда о святом Георгии на фоне Каталонии первой половины XV века. Первоначально она украшала собой центральную часть алтаря и была окружена четырьмя меньшими панелями.
На переднем плане картины изображён святой Георгий на совершенно белом коне, собирающийся победить дракона, пронзив его копьём. Он облачён в чёрные доспехи, а над его головой изображён нимб. Выражение лица святого кажется спокойным и стоическим, в отличие от дракона, предстающего злым и взволнованным. У дракона тёмно-зеленая чешуя, крылья и красные глаза. Чешую дракона, а также доспехи и нимб святого Георгия украшает рельефная лепнина. Земля вокруг этих двух фигур усеяна ящерицами, черепами и другими костями. На заднем плане изображена молящаяся принцесса. Она одета в розовую мантию, подбитую мехом горностая, с большой золотой короной на рыже-золотистых волосах. Ещё дальше от неё изображены её родители и простолюдины, с опаской наблюдающие за происходящей битвой с вершины замка. Местность вокруг крепости отличается спокойствием и замысловатостью.
В согласии с особенностями, характерными для произведений в стиле интернациональной готики, изображаемая поверхность круто поднимается вверх, но, что необычно для этого стиля, не простирается за пределы картины. Можно чётко отделить передний план от фона. В то время как фон отличается декоративностью и непрерывностью цвета, что типично для интернациональной готики, передний план выполнен более выразительно и отличается цветовыми переходами в зависимости от степени освещения.
За главные композиционные оси можно принять древко копья святого Георгия и воображаемую вертикальную линию, проведённую через глаза дракона, коня и принцессы. Две эти линии образуют литеру «V», внутри которой помещается изображение замка на заднем плане.